# يوهانا سيغورذاردوتير
يوهانا سيغورذاردوتير (بالآيسلندية: Jóhanna Sigurðardóttir) مواليد 4 أكتوبر 1942، هي سياسية آيسلندية ورئيسة وزراء آيسلندا السابقة. شغلت سابقا منصب وزيرة الشؤون الاجتماعية والأمن الاجتماعي لفترتين (1987 - 1994) و (2007 - 2009).
انتخبت نائبة برلمانية في الفترة من 1978 إلى 2013، وتم تعيينها كوزيرة للشؤون الاجتماعية والضمان الاجتماعي في آيسلندا، حيث شغلت المنصب من عام 1987 حتى عام 1994، ومرة أخرى من عام 2007 حتى عام 2009. في عام 1994، عندما خسرت محاولة لترأس الحزب الديمقراطي الاجتماعي رفعت قبضتها وأعلنت "Minn tími mun koma!" (بالعربية: أي "سيأتي وقتي!")، وأصبحت هذه العبارة تعبيرًا آيسلنديًا.
أصبحت رئيسة للوزراء في عام 2009، وبذلك أصبحت أول امرأة تنتخب لمنصب رئيسة لوزراء آيسلندا وأصبحت كذلك أول رئيسة وزراء مثلية الجنس علنا يتم انتخابها. وأدرجتها مجلة فوربس ضمن أقوى 100 امرأة في العالم.
عضوة سابقة في ألثينغي (البرلمان الآيسلندي) عن دائرة ريكيافيك الانتخابية منذ عام 1978. أُعيد انتخابها بنجاح في البرلمان لثمان مرات متتالية. في أيلول/سبتمبر 2012، أعلنت يوهانا أنها لن تسعى إلى إعادة الانتخاب وأنها ستتقاعد من السياسة بعد أن شغلت أطول فترة في منصب نائب في البرلمان في آيسلندا.

## دراساتها وبداية عملها
ولدت يوهانا في ريكيافيك. درست في الكلية التجارية في آيسلندا، وهي مدرسة ثانوية مهنية تديرها الغرفة التجارية. بعد تخرجها بشهادة في التجارة في عام 1960، عملت كمضيفة طيران مع الخطوط الجوية الآيسلندية (سلف آيسلندار) من 1962 إلى 1971، وكمديرة مكتب من 1971 إلى 1978.
كانت ناشطة في الحركة النقابية منذ بدايات حياتها المهنية، وترأست مجلس إدارة جمعية مضيفي الطيران الآيسلنديين في عام 1966 وعام 1969 وعلى مجلس «سفوليرنار» (بالآيسلندية: Svölurnar)، وهو مجلس رابطة مضيفات الطيران السابقات في عام 1975. وكانت أيضًا عضوًا في مجلس اتحاد العمال التجاريين من 1976 إلى 1983.

## العمل السياسي
تم انتخاب يوهانا إلى البرلمان الآيسلندي في عام 1978 على قائمة الحزب الديمقراطي الاجتماعي لدائرة ريكيافيك الانتخابية. تمتعت بنجاح مبكر في مسيرتها البرلمانية، حيث عملت نائبة لرئيس البرلمان الأيسلندي في عام 1979 وفي 1983-1984. تم انتخابها نائبة لرئيس الحزب الديمقراطي الاجتماعي في عام 1984، وهو منصب شغلته حتى عام 1993. كما كانت وزيرة الشؤون الاجتماعية في أربع مجالس وزراء منفصلة من عام 1987 إلى عام 1994. غادرت الحزب الديمقراطي الاجتماعي بعد خسارتها سباق رئاسة الحزب سنة 1994 وشكلت حزبا جديدا: «الصحوة الوطنية»؛ اتحد الحزبان في عام 2000 لتشكيل التحالف الديمقراطي الاجتماعي. عبارتها "Minn tími mun koma!" (أي «سيأتي وقتي!»)، والتي قالتها عقب خسارتها سباق رئاسة الحزب صارت تعبيرًا آيسلنديًا.
من 1994 إلى 2003، كانت عضواً نشطاً في المعارضة في البرلمان الآيسلندي حيث عملت في لجان برلمانية عديدة. بعد انتخابات عام 2003، التي وقفت فيها في الدائرة الانتخابية ريكجافيك الجنوبية (بعد انقسام دائرة ريكيافيك الانتخابية القديمة)، أعيد انتخابها نائبة رئيس البرلمان الآيسلندي. شهدت انتخابات عام 2007، التي وقفت فيها في دائرة ريكيافيك الشمالية، عودة التحالف الديمقراطي الاجتماعي إلى الحكومة في ائتلاف مع حزب الاستقلال، وتم تعيين جوهانا كوزيرة للشؤون الاجتماعية والضمان الاجتماعي.

### رئيسة الوزراء

#### الأزمة المالية الأيسلندية والاحتجاجات والانتخابات
في 26 يناير 2009، قدم رئيس الوزراء غير هلمار هآرده استقالة حكومتة الائتلافية لرئيس أيسلندا، أولافور راغنار غريمسون. وجاء هذا التحرك بعد أربعة عشر أسبوعًا من الاحتجاجات على تعامل الحكومة مع الأزمة المالية.
بعد محادثات مع قادة الأحزاب الخمسة الممثلة في البرلمان الآيسلندي، طلب الرئيس من التحالف الديمقراطي الاجتماعي والحركة اليسارية الخضراء تشكيل حكومة جديدة والتحضير للانتخابات في ربيع سنة 2009.
تم اقتراح يوهانا كرئيسة وزراء للحكومة الجديدة. سببان لهذا الاقتراح كانا شعبيتها بين عامة الناس وعلاقاتها الجيدة مع الحركة اليسارية الخضراء. وجد استطلاع للرأي أجرته مؤسسة غالوب في ديسمبر 2008 موافقة 73٪ على أفعالها كوزيرة، أكثر من أي عضو آخر في مجلس الوزراء: كانت هي أيضاً الوزيرة الوحيدة التي حسنت من معدلات قبولها خلال عام 2008.
احتاجت الحكومة الجديدة إلى دعم الحزب التقدمي في البرلمان الأيسلندي.استمرت المفاوضات حتى مساء 31 يناير / كانون الثاني، وعين مجلس الوزراء الجديد في 1 فبراير. وأظهرت استطلاعات الرأي المستقلة أن كلا من يوهانا وستينغريمور جي سيغفسون زعيم الحركة اليسارية الخضراء، الطرف الآخر في الحكومة الائتلافية، حظيا بتأييد كبير خارج أحزابهما.
في 25 أبريل 2009، أجريت انتخابات برلمانية في آيسلندا، في أعقاب الاحتجاجات، التي نتجت عن الأزمة المالية الأيسلندية. 
حقق التحالف الاشتراكي الديمقراطي وحركة اليسار-الأخضر، التي شكلت الحكومة الائتلافية المنتهية ولايتها تحت يوهانا، مكاسب وحظيا معاً بغالبية كبيرة من المقاعد في البرلمان. كما حقق الحزب التقدمي مكاسب، وحصلت حركة المواطنين الجديدة، التي تشكلت بعد احتجاجات كانون الثاني / يناير 2009، على أربعة مقاعد. خسر حزب الاستقلال، الذي كان في السلطة لمدة ثمانية عشر عاما حتى يناير 2009، ثلث دعمه وتسعة مقاعد في البرلمان. في 10 مايو 2009، تم الإعلان عن الحكومة الجديدة، مع بقاء يوهانا رئيسة للوزراء.

#### التغلب على الأزمة المالية
كانت هناك العديد من الاستفتاءات لاتخاذ قرار بشأن الديون المصرفية الآيسلندية. عقد استفتاء في 6 مارس 2010. تم رفض المقترح بشدة، حيث صوت 93٪ ضده وأقل من 2٪ لصالحه.
بعد الاستفتاء، بدأت مفاوضات جديدة. في 16 فبراير 2011، وافق ابرلمان الآيسلندي على صفقة سداد لتسديد كامل المبلغ ابتداء من عام 2016، ووضع اللمسات الأخيرة قبل 2046، مع معدل فائدة ثابت من 3 ٪. رفض الرئيس الآيسلندي مرة أخرى التوقيع على الاتفاق الجديد في 20 فبراير، ما ادى إلى إجراء استفتاء ثانٍ في 9 أبريل 2011، أدى أيضًا إلى فوز «لا». بعد فشل الاستفتاء، قالت الحكومتان البريطانية والهولندية أنهما سيأخذان القضية إلى المحاكم الأوروبية.
في جلسة في 28 سبتمبر 2010، صوت البرلمان الآيسلندي 33-30 لتوجيه اتهام لرئيس الوزراء السابق جير هلمار هآرده فقط دون الوزراء الآخرين، بتهمة الإهمال في المنصب. وقد مثل أمام محكمة (Landsdómur)، وهي محكمة خاصة للنظر في قضايا سوء السلوك في مكتب الحكومة، تم استخدامها لأول مرة منذ أن تأسست في دستور 1905. وأدين بتهمة واحدة.

#### محاولة تجديد الدستور الآيسلندي

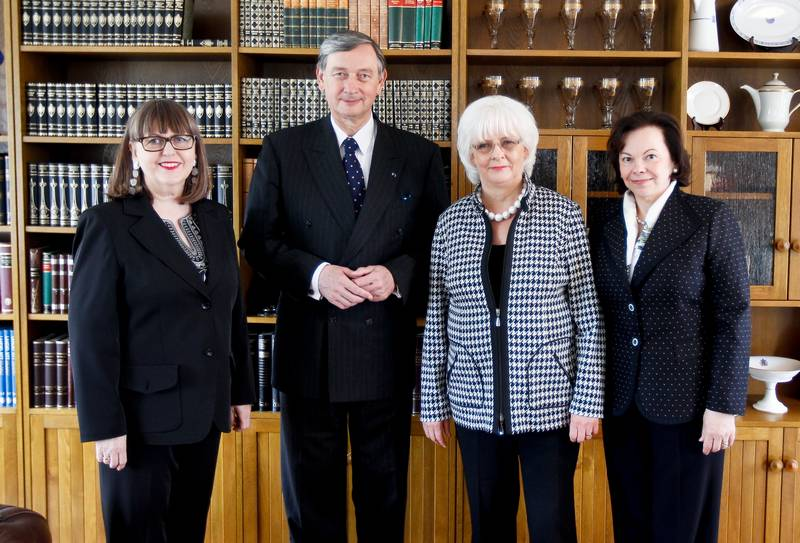
يوهانا سيغورذاردوتير (الثانية في يمين الصورة) وزوجتها يونينا ليوسدوتير (يمين الصورة)، في زيارة رسمية إلى سلوفينيا

فور وصوله إلى السلطة، قام الائتلاف اليساري بزعامة يوهانا - المكون من التحالف الديمقراطي الاجتماعي، والحركة اليسارية الخضراء، والحزب التقدمي، والحزب الليبرالي - المستلهم بشكل كبير من احتجاجات المواطنين، بالموافقة على عقد اجتماع دستوري لمناقشة التغييرات في الدستور، قيد الاستخدام منذ عام 1905.
مع الأخذ بعين الاعتبار الاحتجاجات على مستوى البلاد والضغط على جهود المنظمات المدنية، قررت الأحزاب الحاكمة الجديدة أن مواطني آيسلندا يجب أن يشاركوا في وضع دستور جديد وبدأوا مناقشة مشروع قانون في 4 نوفمبر 2009 حول هذا الغرض. بالتوازي مع الاحتجاجات والانتخابات البرلمانية، بدأ مواطنون في تشكيل. تم تنظيم منتدى وطني في 14 نوفمبر 2009. في 16 يونيو 2010 تم قبول القانون الدستوري نهائيا من قبل البرلمان وتم استدعاء منتدى جديد. ينص القانون الدستوري على أن المشاركين في المنتدى يجب أن يُؤخذوا عشوائياً من السجل الوطني للسكان. تم تكليف لجنة دستورية مؤلفة من سبعة أعضاء، يعينها البرلمان، بالإشراف على المنتدى وعرض نتائجه.
في 29 يوليو 2011 تم تقديم المسودة إلى البرلمان، والتي تمت الموافقة عليها في 24 مايو 2012، مع 35 لصالح و 15 ضد، لتنظيم استفتاء استشاري على اقتراح المجلس الدستوري لدستور جديد في وقت لاحق من 20 أكتوبر 2012. كان أعضاء البرلمان المعارضين فقط هم حزب اليمين الحاكم السابق، حزب الاستقلال. كما تم رفض مقترح استفتاء بشأن وقف محادثات الانضمام إلى الاتحاد الأوروبي من قبل بعض البرلمانيين من تحالف اليسار الحاكم، مع 34 صوتًا ضده و 25 صوتًا لصالحه.

#### حقوق المرأة وحظر رقص التعري
في عام 2010، حظرت حكومة يوهانا أندية التعري، ودفع ثمن للتعري في المطاعم، وغير ذلك من وسائل استفادة أرباب العمل من عُري الموظفين، وهو أول منع من هذا القبيل في بلد ديمقراطي غربي. علقت يوهانا قائلة «دول الشمال تقود الطريق نحو مساواة المرأة، وتعترف بالنساء كمواطنات متساوية بدلاً من كونهن سلعا للبيع.» وبعد أن تم اتخاذ القرار، أشادت بها النسويات، وزعمت النسوية الراديكالية جولي بيندل بأن «آيسلندا أصبحت أكثر بلد نسوي في العالم». وردا على سؤال حول أهم قضية بين الجنسين اليوم، أجابت «محاربة فجوة الأجور بين الجنسين».

## حياتها الخاصة
تزوجت يوهانا من ثوروفادور ستاينار يوهانيسون في عام 1970. وولد للزوجين ولدان، أحدهما في سنة 1972 يدعى سيغورذور إيغيل ثورفالدسون والآخر في سنة 1977 يدعى ديفيذ ستاينار ثورفالدسون.
بعد الطلاق في عام 1987، دخلت يوهانا في عام 2002 في شراكة مسجلة مع يونينا ليوسدوتير (من مواليد 1954)، وهي روائية وكاتبة مسرحية آيسلندية. بعدما تم تشريع زواج المثليين في آيسلندا في سنة 2010، غيرت جوهانا وجونينا اتحادهما المدني إلى زواج، وبذلك أصبحتا من أوائل الأزواج المثليين في آيسلندا. وأصبحت يوهانا أول امرأة تتزوج امرأة أخرى في العالم وهي في منصب رئاسة وزراء دولة.
في عام 2017، أصدرت كتاب سيرة ذاتية بعنوان «وقتي» (بالآيسلندية: Minn tími)، وتغطي السيرة الذاتية واحدة من أكثر الفترات إثارة للجدل في التاريخ الآيسلندي. من الانهيار المالي في خريف عام 2008، في خضم الاحتجاجات والانتخابات في السنة التالية، وفترة التعافي الاقتصادي الصعبة التي أعقبت أول حكومة يسارية آيسلندية.

## روابط خارجية
- يوهانا سيغورذاردوتير على موقع الموسوعة البريطانية (الإنجليزية)
- يوهانا سيغورذاردوتير على موقع مونزينجر (الألمانية)
- يوهانا سيغورذاردوتير على موقع إن إن دي بي (الإنجليزية)